# Phorusrhacos longissimus
Phorusrhacos longissimus — вид вимерлих велетенських нелітаючих птахів родини фороракосові (Phorusrhacidae). Птах жив приблизно 15—20 мільйонів років тому на території сучасної Патагонії. Він був заввишки 2,7 м та важив близько 130 кг. Мав потужні ноги, що дозволяли йому бігати на великій швидкості. Великий загнутий дзьоб був ідеальним інструментом для роздирання на частини свіжого м'яса.

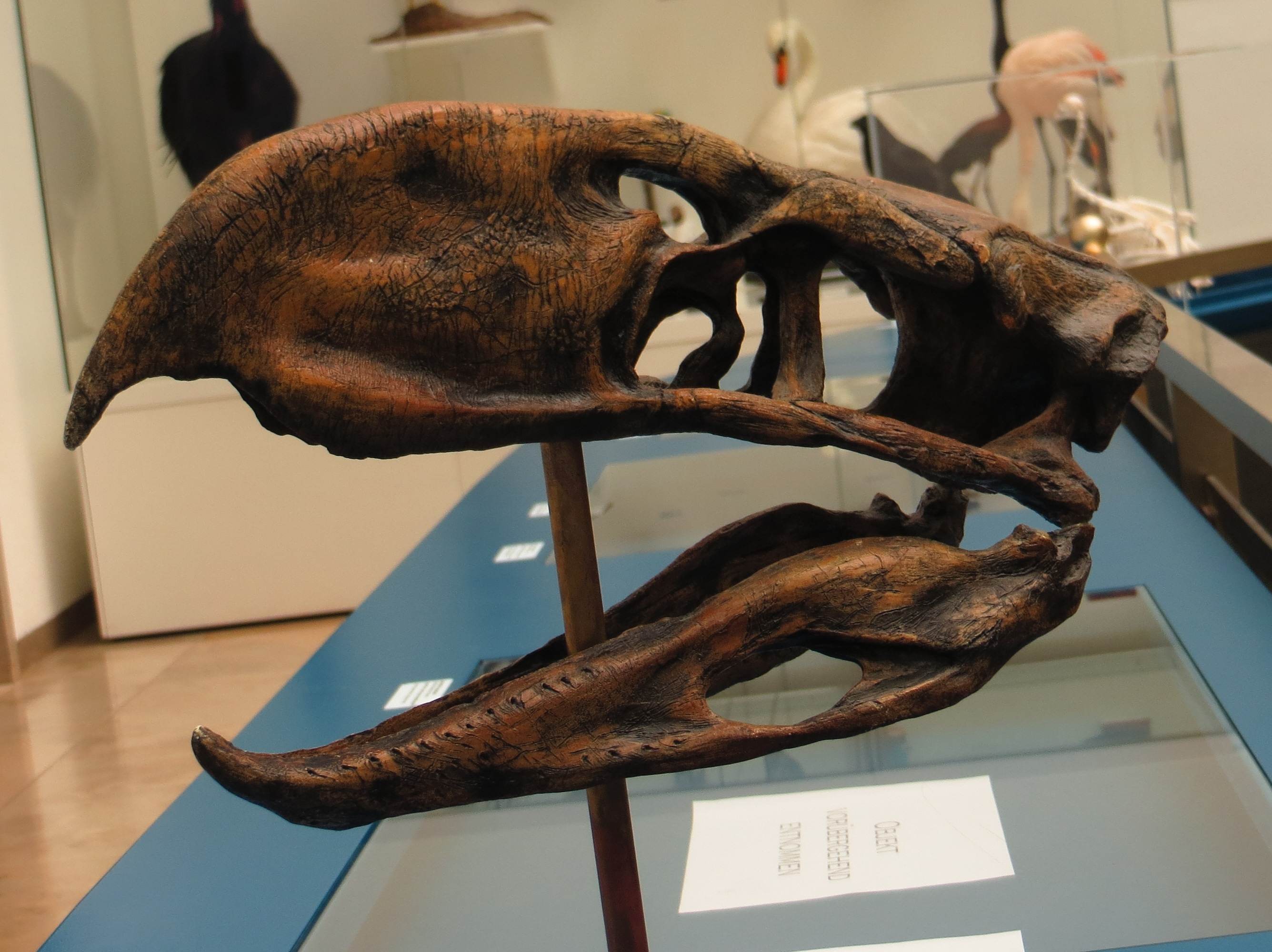
Реконструйований череп фороракоса, Державний природничий музей Карлсруе

Вчені вважають, що фороракос майже напевно харчувався м'ясом, оскільки його великі щелепи та дзьоб вказують на спосіб життя типового хижого птаха. Як для птаха фороракос мав дуже великий череп, до 60 см в довжину; але в інших відносинах він був дуже схожий на сучасних страусів. Більшу частину свого часу цей птах проводив, бігаючи по рівнинах Патагонії в пошуках чергової жертви. Вважається, що у свій час фороракос був на вершині харчового ланцюга, адже тоді у південній частині материка не було великих хижаків, щоб полювали на цих птахів.